# Salto Grande (Brésil)
Pour les articles homonymes, voir Salto Grande.
Salto Grande est une ville brésilienne de l'État de São Paulo. Sa population était estimée à 9 223 habitants en 2015. La municipalité s'étend sur 189 km2.

## Maires
| Période | Période | Identité                             | Étiquette | Qualité |
| ------- | ------- | ------------------------------------ | --------- | ------- |
| 2005    | 2008    | Waldemar Corrêa                      | PMDB      |         |
| 2009    | 2012    | Geraldo Aparecido Bittencourt Morais | PMDB      |         |

## Religion
Le christianisme est présent dans la ville comme suit:

### Église Catholique
L'église catholique de la commune fait partie du Diocèse de Ourinhos.

### Église Protestante
Les croyances évangéliques les plus diverses sont présentes dans la ville, principalement pentecôtistes, notamment les Assemblées de Dieu brésiliennes (la plus grande église évangélique du pays),, Congrégation Chrétienne au Brésil, entre autres. Ces dénominations se développent de plus en plus dans tout le Brésil.